# Naftali Fürst

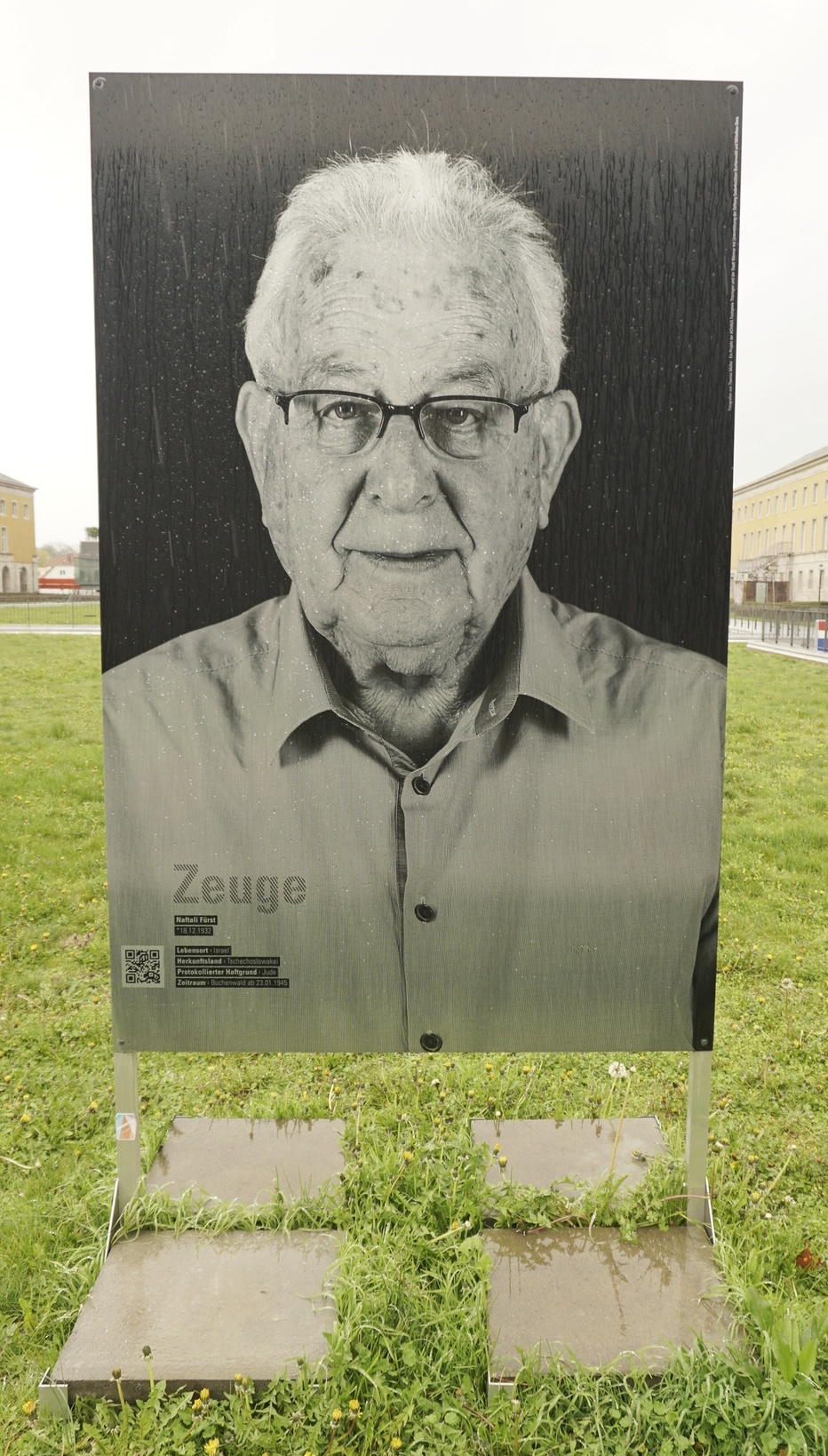
Porträt von Naftali Fürst in Weimar

Foto aus Baracke 56 des Kleinen Lagers in Buchenwald: 4 = Naftali Fürst

Naftali Fürst (hebräisch נַפְתָּלִי פירסט; geboren am 18. Dezember 1932 in Bratislava) ist ein slowakisch-israelischer Holocaustüberlebender und Präsident des Internationalen Komitees Buchenwald-Dora und Kommandos.

## Leben und Wirken
Naftali Fürst wurde in eine slowakisch-jüdische Holzindustriellenfamilie geboren. Ab 1942 waren er, sein älterer Bruder Shmuel sowie seine Eltern im Arbeitslager Sereď interniert. Im Alter von zwölf Jahren wurde er von der SS aus dem Arbeits- und Konzentrationslager Sereď nach Auschwitz-Birkenau und von dort auf einem der Todesmärsche in das Konzentrationslager Buchenwald verschleppt, wo er am 11. April 1945 seine Befreiung erlebte. Nach dem Krieg wurde die Familie wiedervereint, die ebenfalls die Kriegszeit überlebt hatte. Die Familie gilt als die einzige aus Bratislava, in der Eltern und Kinder überlebt hatten. Fürst ist auf dem Foto aus Baracke 56 des Kleinen Lagers in Buchenwald abgebildet (Nr. 4).
Im Jahr 1949 siedelte er von der Tschechoslowakei nach Israel über und schloss sich dort der sozialistisch-zionistischen Jugendbewegung Hashomer Hatzair an. Er lebte im Kibbuz Ma'anit und zog 1995 nach Haifa.
Anlässlich des 60. Jahrestages der Befreiung im Jahr 2005 besuchte Naftali Fürst die Gedenkstätte Buchenwald und betrat dabei erstmals wieder deutschen Boden. In Israel ist er aktiv in der historischen Bildungsarbeit von Yad Vashem engagiert. Er engagierte sich für die Gedenkarbeit in der Lagerarbeitsgemeinschaft Buchenwald-Dora und Kommandos und ist Vorsitzender des Beirats ehemaliger Häftlinge des Konzentrationslagers Buchenwald und Präsident des Internationalen Komitees Buchenwald-Dora und Kommandos (IKBD).
Zum 2020 veröffentlichten Projekt Survivors – Faces of Life after the Holocaust äußerte sich Fürst wie folgt: „Es ist so wichtig, Erinnerungsprojekte wie dieses zu unternehmen. Wer noch in der Lage ist, seine Geschichte zu erzählen, sollte das auch weiterhin tun. Es ist unsere Pflicht, im Namen der Männer, Frauen und Kinder, die ermordet wurden, unsere Geschichten immer wieder zu erzählen.“
2025 wurde Fürst der Verdienstorden des Freistaats Thüringen verliehen.

## Publikationen
- Wie Kohlestücke in den Flammen des Schreckens: Eine Familie überlebt den Holocaust. Neukirchener Verlag, 2008, ISBN 978-3-7975-0207-0.